# Río Tecolapan
El río Tecolapan nace en la vertiente suroeste del volcán San Martín atraviesa el poblado de Angel R. Cabada en la zona de los Tuxtlas perteneciente al estado de Veracruz, pas por Tecolapan y desemboca en el río Papaloapan. Es un río ancho, hondo, limpio, con sus aguas cristalinas y mucha corriente. Siempre con mucha vegetación a todo lo largo de sus orillas. Tanto las personas como los animales, llevados por sus dueños, acudían a este hermosos río, a lavar sus ropas, y bañarse.
Su ubicación es pasando justo en el centro del poblado de la cabecera de Angel R. Cabada, donde para cruzar al otro lado del poblado, se encuentra un puente colgante, y el otro de concreto, para vehículos.